# 玉清池
玉清池始建于1924年，建成后为当时天津最大的公共浴室，亦是华北地区最大的公共浴室，当时号称“华北第一池”。玉清池坐落于和平区永安街98号，后搬至和平区南市荣业大街与慎益大街交口，现址为天津市永安医院。该建筑为一般保护等级历史风貌建筑。

## 历史

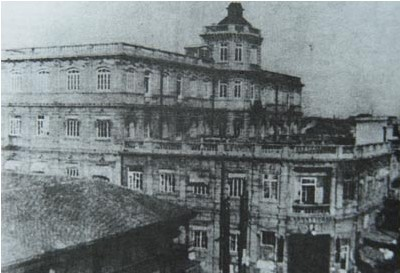
原玉清池旧影

玉清池浴池始建于1924年，为天津福贾祁霈霖投资修建，在当时，玉清池为南市地区最高的建筑物，拥有档次较高的盆塘、包厢和服务水平。此外，大楼内部还设有西门子电梯直达建筑四楼的观景台。中华人民共和国成立后的1956年公私合营中，玉清池成为天津的福利性企业，每天接待客流3000余人。1962年，玉清池进行大规模的扩建整修并增加旅店部、冷饮部和百货部等部门。20世纪80年代，玉清池在原有基础上增加了较为卫生的淋浴设备。20世纪九十年代初，由于多家洗浴中心的出现，玉清池的经营效益逐年下滑。2000年，玉清池停业并改为天津市永安医院。2010年，在天津南市的拆迁改造中，玉清池作为老南市的标志性建筑被保留下来。

## 建筑
玉清池主楼为砖木结构四层欧式风格建筑带地下室，为“工”字形布局，占地面积为1991平方米，建筑面积为4395平方米，建筑主体分为南北两楼并由天桥相互连接。玉清池的正门设在荣业大街与慎益大街两条街道东北角的转角处，正门上方设有内藏式阳台，建筑顶部还设有一个八角楼。玉清池主楼一楼设有4个浴池，二楼设有2个浴池，每个浴池都能容纳40到50个人同时进行洗浴。建筑三楼共设有14个单间，每个单间建筑面积为15平方米，单间内设有盆塘，主要面向当时天津的资本家和官僚以及从北京和山东等地慕名过来的富商。建筑四楼为观景台，内设电梯直达。此外，玉清池主楼还设有地下室，为店内伙计的宿舍。

## 文化
当时在天津南市地区流传着这样一句谚语：“不到玉清池洗个澡，白来天津卫走一遭”。天津作家吕书怀在他的津味小说《小人书铺》中也描写了一个南市泡澡堂子的“塘腻子”的形象：“南市的澡塘子有名，像什么玉清池、新华池、瑞品香、第一池等等，都是当时天津卫顶顶一流的洗浴中心。尤其是玉清池，是南市一带最高最豪华的建筑。”